# Lamminjärvi (sjö i Egentliga Finland, lat 60,76, long 21,79)
Lamminjärvi är en sjö i Finland. Den ligger i Letala stad i landskapet Egentliga Finland, i den sydvästra delen av landet, 180 km väster om huvudstaden Helsingfors. Lamminjärvi ligger 22 meter över havet. Arean är 3 hektar och strandlinjen är 1,08 kilometer lång. Sjön  ingår i Skärgårdshavets kustområde, Åland. 